# Distrikt Wakiso
Wakiso ist ein Distrikt in Zentraluganda. Wie fast alle Distrikte von Uganda ist er nach seinem Hauptort benannt.

## Lage
Im Norden grenzt Wakiso an die Distrikte Luwero und Nakaseke, im Osten an Mukono und an den Hauptstadtdistrikt Kampala – der weitgehend von Wakiso umschlossen ist –, im Westen an Mpigi und Mityana und im Süden an den Victoriasee, dessen Inseln zum Distrikt Kalangala gehören.

## Bevölkerung
Der Distrikt Wakiso liegt im Gebiet des Volkes der Baganda. Mit 3.411.177 Einwohnern ist er vor Kampala der bevölkerungsreichste Distrikt Ugandas.
| Zensusjahr | Einwohnerzahl |
| ---------- | ------------- |
| 1994       | 0.562.887     |
| 2002       | 0.907.988     |
| 2014       | 1.997.418     |
| 2024       | 3.411.177     |